# Ida Vitale
Ida Vitale (Montevideo, 2 de novembre de 1923) és una escriptora, crítica, assagista, traductora i poetessa uruguaiana, destacada per pertànyer al moviment literari de l'Uruguai conegut com a Generació del 1945.

## Biografia
Va estudiar Humanitats i el seu mestre per excel·lència a la universitat va ser José Bergamín, exiliat de la Guerra Civil Espanyola, de qui es considera deixebla. Vitale es va exiliar a Mèxic el 1973 com a resultat del cop d'Estat d'aquell any al seu país de naixença. Va viure 30 anys a Austin, Texas. I el 2016 tornà a Montevideo, on viu actualment.

## Activitat literària
El seu primer llibre de poesia va ser La luz de esta memoria (1949), on ja apareixen algunes de les constants de la seva obra: la precisió i la subtilesa, la ironia i el joc, el ressò de les avantguardes i la influència de Juan Ramón Jiménez. Seguiren una trentena de llibres de poesia al llarg de gairebé sis dècades, entre els quals: Procura de lo imposible (1988) i Mella y criba (2010). La seva poesia completa, Obra reunida, està disponible des del 2017.
Com a crítica literària, va col·laborar en el setmanari Marcha; entre 1962 i1964 va dirigir la pàgina literària del diari uruguaià Época. Va ser codirectora de la revista Clinamen i formà part de la direcció de la revista Maldoror. Ja a Mèxic, participà en la fundació del periòdic Unomásuno. Ha publicat crítica literària també a El País, les revistes Crisis, de Buenos Aires, Eco, de Bogotá... Ha fet classes i seminaris, ha traduït llibres per al Fons de Cultura Econòmica, ha impartit conferències i lectures...
El 2019 ha publicat les seves memòries: Shakespeare Palace. Mosaicos de mi vida en México, on Vitale mescla en un desordre aparent records atzarosos i anàlisis clarividents, en una literatura radicalment contemporània

## Reconeixements
El 2009 guanyà el IX Premi Internacional Octavio Paz de Poesia i Assaig (compartit amb el català Ramon Xirau i Subias). I el 2014, el Premi al Mèrit Cultural de la Ciutat de Mèxic. El 2015 va rebre el Premi Reina Sofía de Poesia Iberoamericana, el 2016 el Premi Internacional de Poesia Federico García Lorca i l'any següent, el Max Jacob de París.
El 2018 guanyà el Premi Cervantes, segons el jurat, «per la seva paraula precisa i circumscrita a l'essencial», «una forma d'expressió que és alhora intel∙lectual i popular, universal i personal, transparent i profunda».
El mateix any obtingué també el premi que atorga la Feria Internacional del Libro de Guadalajara (Premi FIL) de literatura en llengües romàniques.
El 2019 va ser inclosa a la llista anual de la BBC de 100 dones més inspiradores, influents i innovadores del món.

## Obra

### Poesia
- La luz de esta memoria, 1949.
- Palabra dada, 1953.
- Cada uno en su noche, 1960.
- Oidor andante, 1972.
- Fieles (antologia), 1977.
- Jardín de sílice, 1978.
- Elegías en otoño, 1982.
- Fieles, 1982.
- Entresaca, 1984.
- Sueños de la constancia, 1988 (Antologia).
- Procura lo imposible, 1988.
- Serie del sinsonte, 1992.
- Paz por dos, 1994 (en col·laboració amb Enrique Fierro).
- Donde vuela el camaleón, 1996.
- Reducción del infinito, 2002.
- Plantas y animales, 2003.

### Crítica i assaig
- Juana de Ibarbourou. Vida y obra. Capítol Oriental Núm. 20, Montevideo, CEDAL, 1968.
- José Santos González Vera o El humor serenísimo, San Juan de Puerto Rico, 1974.
- Enrique Casaravilla Lemos, Mèxic, Universitat Autònoma de Mèxic, 1984.
- Léxico de afinidades, Mèxic, 2014.

### Memòries
- Shakespeare Palace. Mosaicos de mi vida en México. Lumen, 2019